# Turion 64
Turion 64 è la CPU prodotta da AMD per il mercato dei portatili, in competizione con il Pentium M di Intel.
Caratteristiche principali comuni a queste CPU sono: 
- Bassa dissipazione termica
- Processo costruttivo a 90 nanometri (Core Lancaster)
- Supporto 64 bit grazie alla tecnologia AMD64
- Supporto alla tecnologia NX-bit
- cache L1 da 128 Kb

## Versioni

### 25W TDP
| Model Number | Frequenza della CPU | Cache L2 | Bus HyperTransport | Moltiplicatore | Socket | Core      | Presentazione |
| ------------ | ------------------- | -------- | ------------------ | -------------- | ------ | --------- | ------------- |
| MT-28        | 1.60 GHz            | 512 Kb   | 800 MHz            | 8x             | 754    | Lancaster | marzo 2005    |
| MT-30        | 1.60 GHz            | 1024 Kb  | 800 MHz            | 8x             | 754    | Lancaster | marzo 2005    |
| MT-32        | 1.80 GHz            | 512 Kb   | 800 MHz            | 9x             | 754    | Lancaster | marzo 2005    |
| MT-34        | 1.80 GHz            | 1024 Kb  | 800 MHz            | 9x             | 754    | Lancaster | marzo 2005    |
| MT-40        | 2.20 GHz            | 1024 Kb  | 800 MHz            | 11x            | 754    | Lancaster | marzo 2005    |

### 31W TDP
| Model Number | Frequenza della CPU | CPU cache | Bus HyperTransport | Moltiplicatore | Socket | Core     | Presentazione  |
| ------------ | ------------------- | --------- | ------------------ | -------------- | ------ | -------- | -------------- |
| MK-36        | 2.00 GHz            | 512 Kb    | 800 MHz            | 10x            | S1     | Richmond | settembre 2006 |
| MK-38        | 2.2 GHz             | 512 Kb    | 800 MHz            | 11x            | S1     | Richmond | settembre 2006 |

### 35W TDP
| Model Number | Frequenza della CPU | CPU cache | Bus HyperTransport | Moltiplicatore | Socket | Core      | Presentazione |
| ------------ | ------------------- | --------- | ------------------ | -------------- | ------ | --------- | ------------- |
| ML-28        | 1.60 GHz            | 512 Kb    | 800 MHz            | 8x             | 754    | Lancaster | marzo 2005    |
| ML-30        | 1.60 GHz            | 1024 Kb   | 800 MHz            | 8x             | 754    | Lancaster | marzo 2005    |
| ML-32        | 1.80 GHz            | 512 Kb    | 800 MHz            | 9x             | 754    | Lancaster | marzo 2005    |
| ML-34        | 1.80 GHz            | 1024 Kb   | 800 MHz            | 9x             | 754    | Lancaster | marzo 2005    |
| ML-37        | 2.00 GHz            | 1024 Kb   | 800 MHz            | 10x            | 754    | Lancaster | marzo 2005    |
| ML-40        | 2.20 GHz            | 1024 Kb   | 800 MHz            | 11x            | 754    | Lancaster | maggio 2005   |
| ML-42        | 2.40 GHz            | 512 Kb    | 800 MHz            | 12x            | 754    | Lancaster | gennaio 2006  |
| ML-44        | 2.40 GHz            | 1024 Kb   | 800 MHz            | 12x            | 754    | Lancaster | gennaio 2006  |